# Зяблов, Владимир Ильич
Владимир Ильич Зяблов (31 марта 1930, Геническ, Мелитопольский округ — 19 мая 1993, Симферополь) — советский медик, анатом, доктор медицинских наук (1966), профессор (1976). Ректор Крымского государственного медицинского института (1970—1989).

## Биография
Родился 31 марта 1930 года в городе Геническ Херсонской области в семье рыбака. После окончания с золотой медалью средней школы поступил в Крымский медицинский институт, который окончил в 1955 году с красным дипломом. Был рекомендован к обучению в аспирантуре кафедры анатомии. Руководителем его кандидатской диссертации «Нервы твёрдой оболочки спинного мозга человека и некоторых млекопитающих животных» был профессор В. В. Бобин, диссертация была защищена в 1958 году. С 1964 года В. И. Зяблов — доцент кафедры анатомии. Докторская диссертация на тему «Нервный аппарат оболочек спинного мозга человека» была им защищена в 1966 году.
Молодой доктор наук вошёл в правление Всесоюзного научного общества анатомов и гистологов. Профессор (1967), заведующий кафедрой анатомии (с 1968 и до смерти в 1993). В 1970 году Владимир Ильич становится ректором Крымского медицинского института — самым молодым среди 140 ректоров ВУЗов УССР.
В 1970 году институт становится вузом первой категории. В 1978 году открывается новый факультет — стоматологический, на который было принято 100 студентов, тогда же открылось подготовительное отделение. К 1979 году в вузе обучалось 3,5 тысячи студентов, среди них 250 иностранцев из 46 стран. На 53 кафедрах вуза работали 65 докторов и 252 кандидата наук.
В. И. Зяблов был членом Симферопольского горкома КПСС, позднее Крымского обкома КПСС, избирался делегатом XXVI и XXVII съездов КПСС. В течение многих лет возглавлял правление Крымской областной организации Всесоюзного общества «Знание». Был депутатом Симферопольского городского совета.
Скончался 19 мая 1993 года в Симферополе.

Могила Зяблова на кладбище «Абдал» в Симферополе.

## Научная деятельность
Интересы В. И. Зяблова были направлены не только на нейроморфологию, но и на космическую биологию и медицину, трансплантологию. Наработки по защите от гравитационных перегрузок, имеют практическое продолжение для космической медицины и сегодня. Кафедра нормальной анатомии человека под руководством профессора В. С. Пикалюка и далее продолжила научные исследования по этой тематике. Владимир Ильич Зяблов был постоянным участником и докладчиком VI—X всесоюзных и республиканских конференций анатомов, гистологов и эмбриологов, представалял свои работы на всемирных конгрессах анатомов.
Председательствовал в учёном совете института, возглавлял специализированный морфологический совет по защите кандидатских диссертаций и вузовскую приёмную комиссию. Руководил проблемной лабораторией нормальной анатомии человека. Он являлся одним из ведущих учёных морфологов СССР, членом Правлений и Президиумов Всесоюзного и Украинского республиканского обществ анатомов, гистологов и эмбриологов, председателем Крымского отделения ВНО АГЭТ, членом ЦМК при Министерстве здравоохранения СССР по преподаванию анатомии в медицинских вузах, членом постоянно действующей комиссии при МЗ СССР по международной анатомической номенклатуре. Был также членом редакционного совета журнала «Архив АГЭТ», заведовал морфологическим отделом НИИ.
Под руководством В. И. Зяблова было защищено 5 докторских и 29 кандидатских диссертаций. Он автор более 200 печатных научных работ, 20 из них опубликованы за рубежом; соавтор 5 учебных пособий.

## Награды
Был награждён двумя орденами Трудового Красного Знамени (1971, 1986); медалями, удостоен почётных званий: «Заслуженный работник высшей школы УССР» и «Отличник здравоохранения».